# Cratere Makhambet
Makhambet  è un cratere sulla superficie di Marte.